# Törökországi egyetemek listája

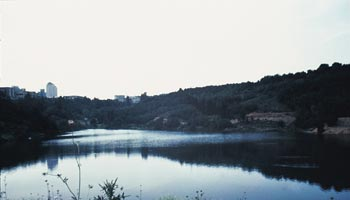
Az ITÜ-tó az Isztambuli Műszaki Egyetem kampuszában

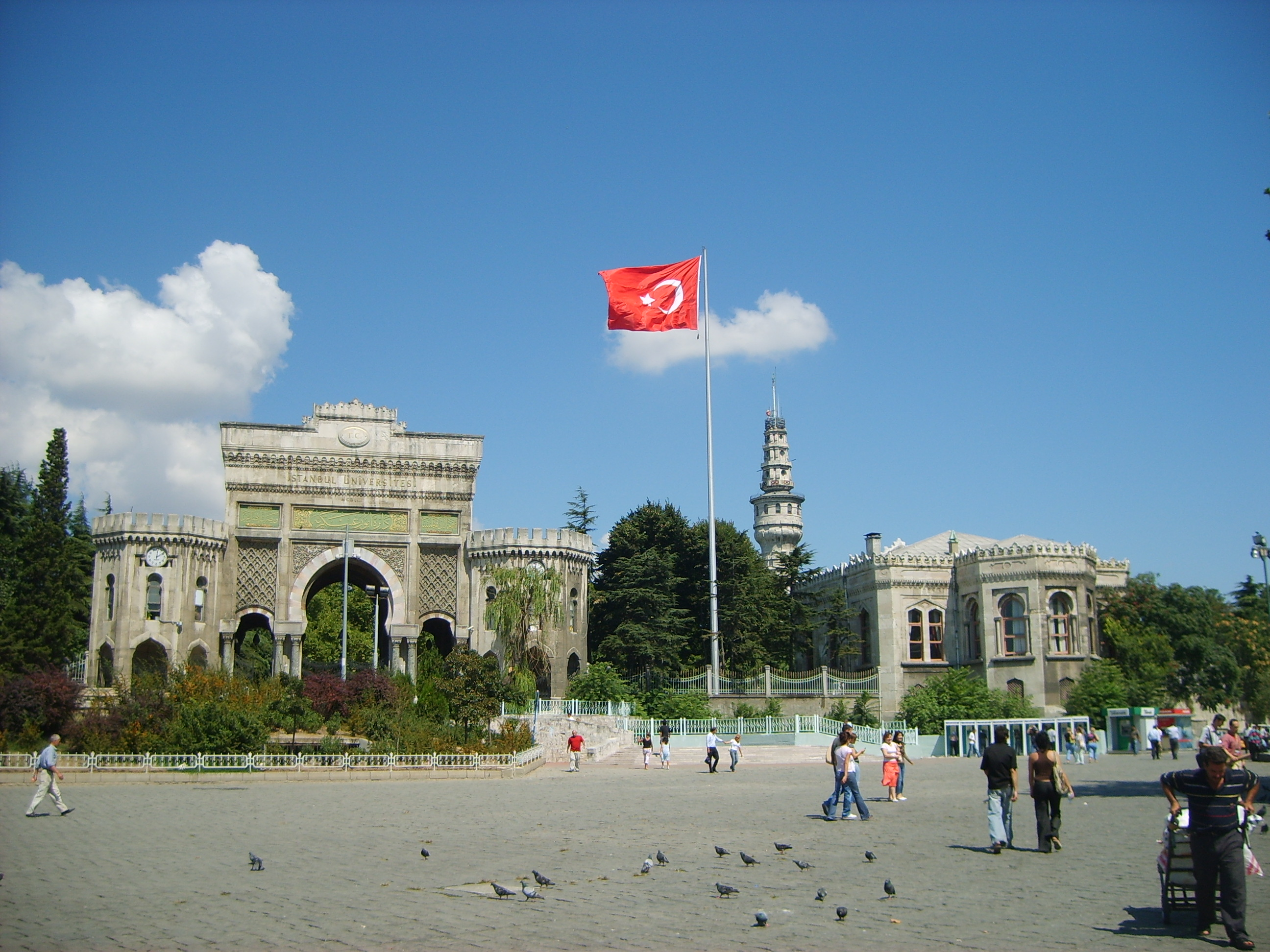
Az Isztambuli Egyetem, Törökország legrégebbi egyetemének bejárta

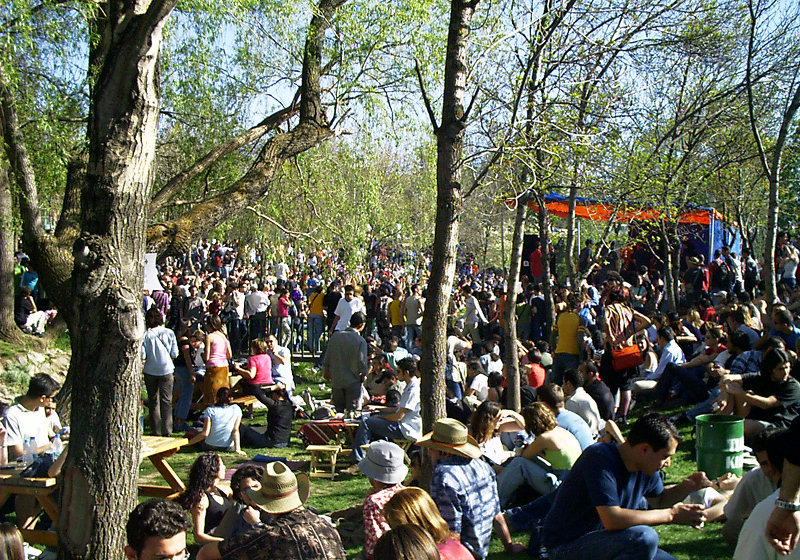
Hallgatók a Közel-keleti Műszaki Egyetem kampuszán, Ankara

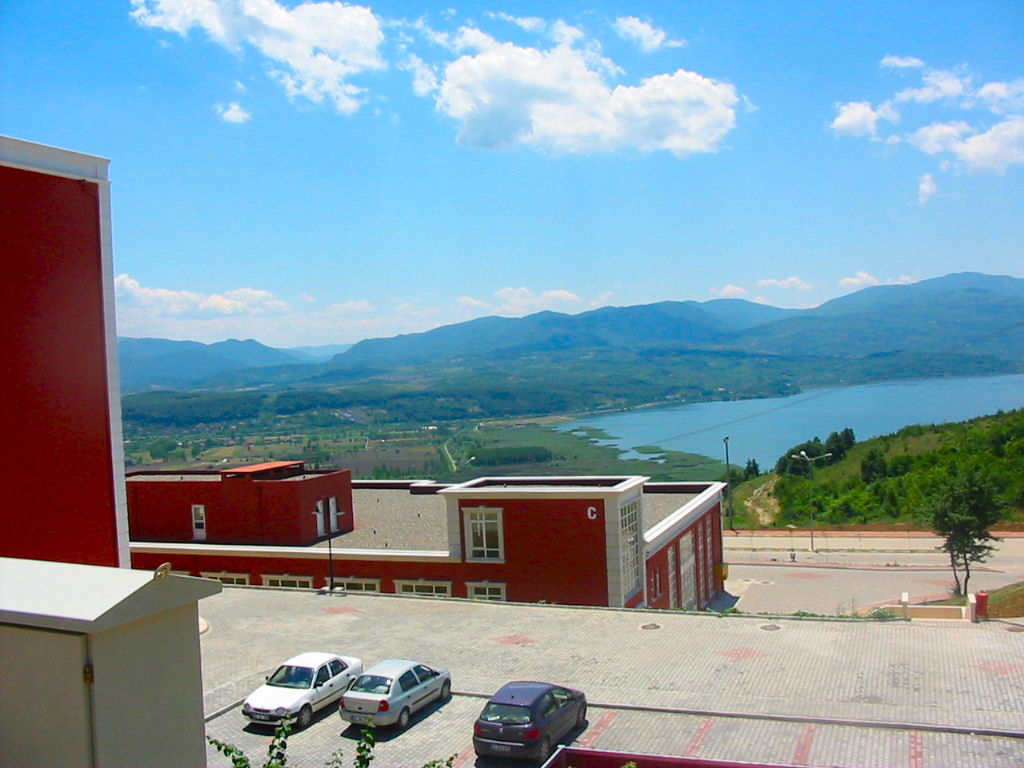
A Sakarya Egyetem

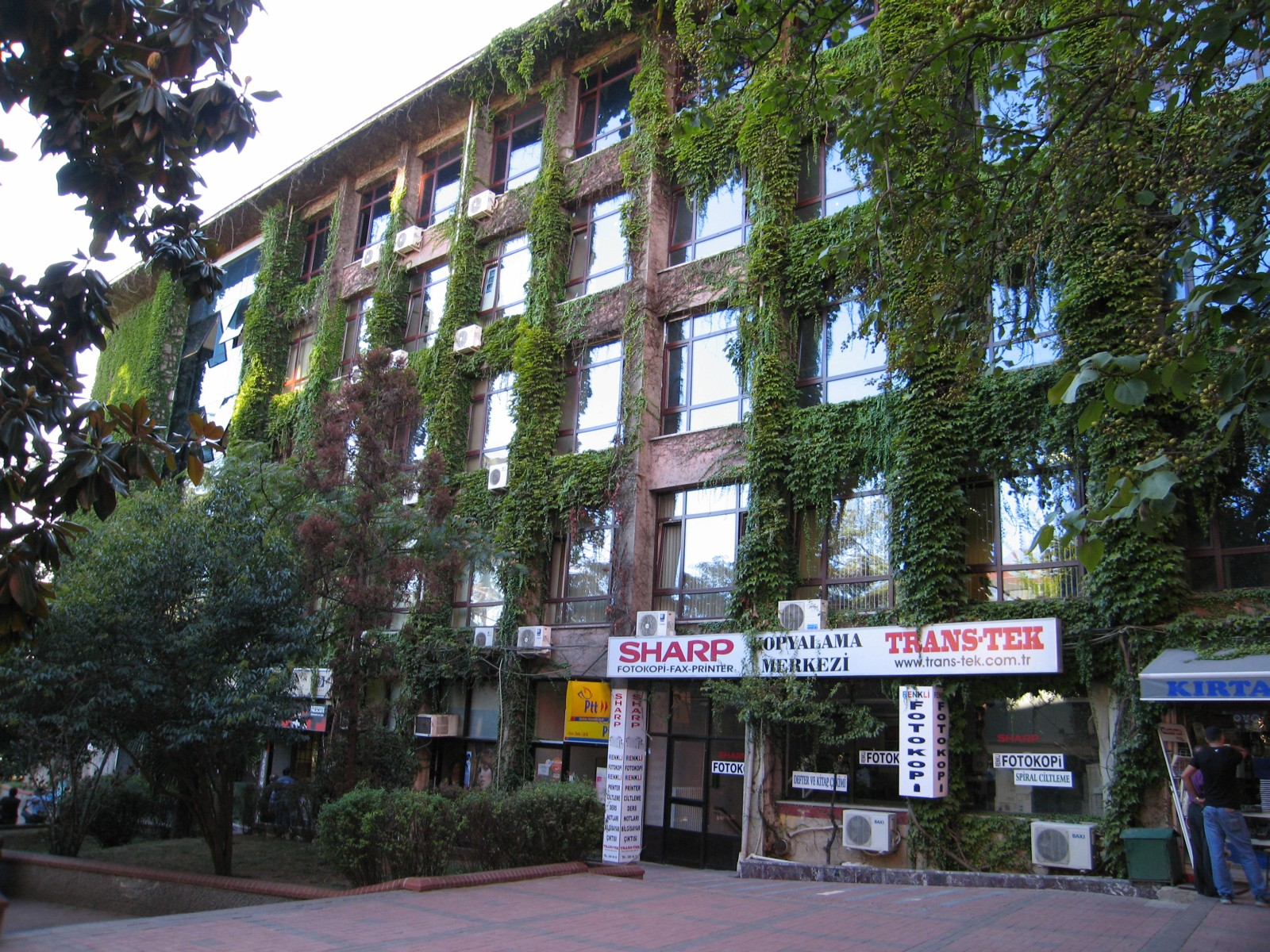
A Yıldız Műszaki Egyetem, Isztambul

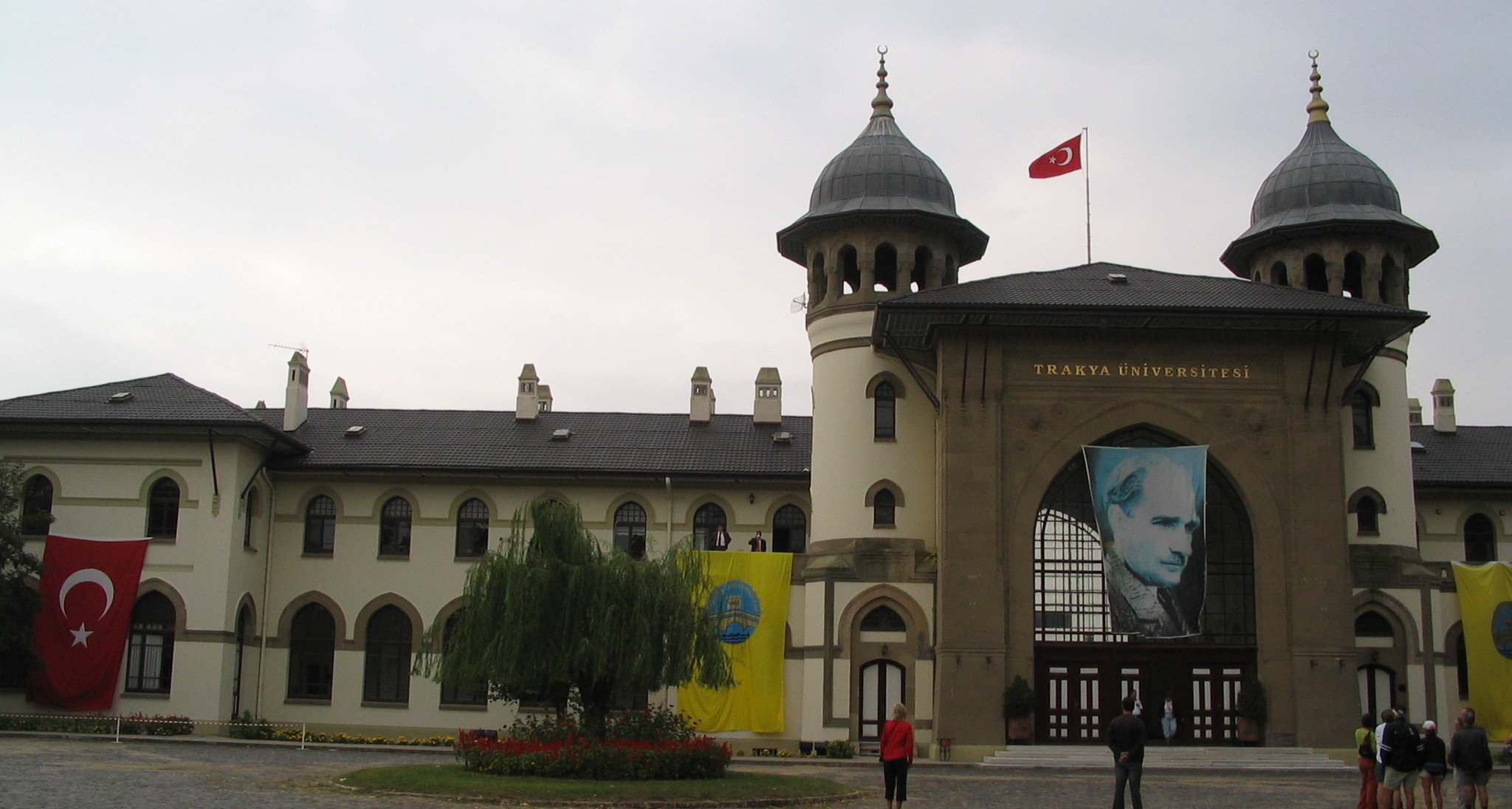
A Trákia Egyetem, Edirne

Törökországi egyetemek listája, város és tulajdoni viszonyok (állami, magán) szerint csoportosítva.

## Az egyetemek listája város szerint ábécérendben

### A
- Adana

1. Çukurova Egyetem

- Adıyaman

1. Adıyamani Egyetem

- Afyonkarahisar

1. Afyoni Kocatepe Egyetem

- Aksaray

1. Aksarayi Egyetem

- Amasya

1. Amasyai Egyetem

- Ankara

Állami
1. Ankarai Egyetem
2. Gazi Egyetem
3. Hacettepe Egyetem
4. Közel-keleti Műszaki Egyetem (ODTÜ)

Magán
1. Atılım Egyetem
2. Başkent Egyetem
3. Bilkent Egyetem
4. Çankaya Egyetem
5. TOBB Közgazdaságtudományi és Műszaki Egyetem
6. Ufuk Egyetem

Speciális
1. Gülhane Katonai Orvostudományi Egyetem
2. Török Nemzetvédelmi Egyetem
3. Rendőrakadémia

- Antalya

1. Akdeniz Egyetem

- Aydın

1. Adnan Menderes Egyetem

### B
- Balıkesir

1. Balıkesiri Egyetem

- Bolu

1. Abant Izzet Baysal Egyetem

- Burdur

1. Burduri Mehmet Akif Ersoy Egyetem

- Bursa

1. Uludağ Egyetem

### Ç
- Çanakkale

1. Çanakkalei Március 18. Egyetem

- Çorum

1. Çorumi Egyetem

### D
- Denizli

1. Pamukkalei Egyetem

- Diyarbakır

1. Dicle Egyetem

- Düzce

1. Düzcei Politikatudományi Egyetem

### E
- Edirne

1. Trákiai Egyetem

- Elazığ

1. Fırat Egyetem

- Erzincan

1. Erzincani Egyetem

- Erzurum

1. Atatürk Egyetem

- Eskişehir

1. Anadolu Egyetem
2. Eskişehiri Osmangazi Egyetem

### G
- Gaziantep

1. Gaziantepi Egyetem

- Giresun

1. Giresuni Egyetem

### H
- Hatay

1. Mustafa Kemal Egyetem

### I
- Isparta

1. Süleyman Demirel Egyetem

- Isztambul

Állami
1. Boszporusz Egyetem
2. Galatasaray Egyetem
3. Isztambuli Műszaki Egyetem (ITÜ)
4. Isztambuli Egyetem
5. Marmara Egyetem
6. Mimar Sinan Bölcsésztudományi Egyetem
7. Yıldız Műszaki Egyetem

Magán
1. Bahçeşehir Egyetem
2. Beykent Egyetem
3. Doğuş Egyetem
4. Fatih Egyetem
5. Haliç Egyetem
6. Işık Egyetem
7. Isztambuli Tudományegyetem
8. Isztambuli Kereskedelmi Egyetem
9. Isztambuli Kulturális Egyetem
10. Isztambuli Medipol Egyetem
11. Kadir Has Egyetem
12. Koç Egyetem
13. Maltepe Egyetem
14. Okan Egyetem
15. Özyeğin Egyetem
16. Sabancı Egyetem
17. Yeditepe Egyetem

Speciális
1. Török Légierő-akadémia
2. Török Haditengerészeti Akadémia

- İzmir

Állami
1. Szeptember 9. Egyetem
2. Égei Egyetem
3. İzmiri Műszaki Intézet (İYTE)

Magán
1. İzmiri Egyetem
2. İzmir Közgazdaságtudományi Egyetem
3. Yaşar Egyetem

### K
- Kahramanmaraş

1. Kahramanmaraşi Sütçü İmam Egyetem

- Kars

1. Kafkas Egyetem

- Kastamonu

1. Kastamonui Politikatudományi Egyetem

- Kayseri

1. Erciyes Egyetem

- Kırıkkale

1. Kırıkkalei Egyetem

- Kırşehir

1. Kırşehiri Ahi Evran Egyetem

- Kocaeli

1. Gebze Műszaki Intézet
2. Kocaeli Egyetem

- Konya

1. Selçuk Egyetem

- Kütahya

1. Dumlupınar Egyetem

### M
- Malatya

1. İnönü Egyetem

- Manisa

1. Celal Bayar Egyetem

- Mersin

Állami
1. Mersini Egyetem

Magán
1. Çağ Egyetem

- Muğla

1. Muğlai Egyetem

### N
- Niğde

1. Niğdei Egyetem

### R
- Rize

1. Rizei Egyetem

### O
- Ordu

1. Ordui Egyetem

### S
- Sakarya

1. Sakarya Egyetem

- Şanlıurfa

1. Harran Egyetem

- Samsun

1. Május 19. Egyetem

- Sivas

1. Köztársasági Egyetem

### T
- Tekirdağ

1. Namık Kemal Egyetem

- Tokat

1. Gaziosmanpaşa Egyetem

- Trabzon

1. Karadeniz Műszaki Egyetem

### U
- Uşak

1. Uşaki Egyetem

### V
- Van

1. Yüzüncü Yıl Egyetem

### Y
- Yozgat

1. Bozok Egyetem

### Z
- Zonguldak

1. Zonguldak Karaelmas Egyetem